# Antonio José Cancino
Antonio José Cancino Moreno (Bogotá, 13 de junio de 1940-27 de septiembre de 2017) fue un académico, abogado y jurista colombiano. Fue abogado del expresidente Ernesto Samper durante el escándalo Proceso 8000.

## Trayectoria
Antonio José Cancino nació en Bogotá. Estudió en la Universidad Externado de Colombia la especialización en Ciencias Penales y Criminológicas; en la Universidad de Nueva York, Introducción al sistema legal norteamericano; en la Universidad de Harvard, cursos de Derecho Penal, Procedimiento y Siquiatría forense; en la Universidad CEU San Pablo de Madrid, cursos de Derecho Penal Económico y en la Complutense de Madrid el Doctorado en Derecho, donde obtuvo la calificación sobresaliente cum laude.
Sensible a los avatares del país, que él reconocía como inequidades e injusticias, siempre promovió con sinceridad reformas sociales de avanzada. En el servicio público, llegó a Magistrado del Tribunal Superior de Bogotá e hizo parte de la Comisión Especial Legislativa, durante el proceso de expedición de la Constitución de Colombia de 1991.
Muy pronto surgió el abogado penalista, papel en que se dio a conocer y respetar ampliamente en Colombia. Sus alegatos judiciales, sus defensas, sus argumentaciones vehementes, propias de un estilo particular, eran reproducidas por los medios de comunicación y comentadas en los círculos de poder y de opinión. El 27 de septiembre de 1995 sufrió un atentado por parte de un sicario cuando salía de la Universidad Externado de Colombia, donde dictaba cátedra. Producto de este ataque, resultó con graves heridas y dos de sus escoltas murieron en los hechos. Tras este episodio el jurista viajó al exterior y se radicó en España, donde sufrió un derrame cerebral que logró superar.
En 1999 regresó a Colombia y retomó su profesión, compartiendo oficina en Bogotá con su hijo Iván Cancino, quien hoy maneja el proceso de varios de los implicados en el escándalo de Odebrecht. Otro de los expedientes que lideró con su hijo Iván fue el proceso donde defendió a Jaime Gilinski Bacal contra Bancolombia, y que después de nueve años terminó en una conciliación. El 27 de septiembre de 2017 falleció a causa de un infarto de miocardio en su residencia en Bogotá informó su hijo Iván a través, de la cuenta de Twitter.. Estudio en la Escuela Militar de Colombia José María Córdoba, entre 1956 y 1959.